# Stretto di Kalmar
Lo stretto di Kalmar (Kalmarsund in lingua svedese) è una zona geografica balneare, situata nel Mar Baltico, e che separa l'isola di Öland dalla provincia di Småland, nella terraferma svedese.
Lo stretto ha una lunghezza di circa 130 km e una larghezza compresa tra 5 e 25 km. Dal 1972 l'isola di Öland, la seconda isola svedese per estensione, è collegata alla terraferma attraverso il ponte di Öland, lungo 6 km.

## Insediamenti preistorici
L'area attorno allo stretto di Kalmar è stata sede di insediamenti preistorici fin dal Neolitico e dall'Età del bronzo. Durante il Mesolitico, alcune popolazioni poterono attraversare il ponte di ghiaccio che univa l'isola di Öland alla terraferma, sfruttando il fatto che i ghiacciai presenti sull'isola cominciavano a ritirarsi lasciando così scoperte zone di terreno pianeggiante. Nella località di Alby è stato ritrovato un insediamento mesolitico datato al 6000 a.C., che è considerato uno dei più antichi siti mesolitici dell'Europa settentrionale.